# La citación
La citación (en inglés - The Summons) es una novela del escritor estadounidense John Grisham publicada en diciembre de 2002.

## Sinopsis
Ray Atlee es un profesor de derecho que atraviesa por serios problemas personales y familiares. Su padre, un reconocido juez, convoca a sus dos hijos presintiendo que su muerte está cercana. Cuando Ray acude a la llamada de su padre lo encuentra muerto en su estudio y con un testamento firmado a su lado. Además, encuentra tres millones de dólares ocultos en el armario, dinero que no aparecía en el testamento, por lo que Ray empieza a sospechar de la pulcritud de los negocios de su difunto padre. Al parecer, alguien más conoce el secreto del dinero guardado en el armario, lo que pone en peligro la propia integridad de Atlee.